# Ligne rouge du métro de Lisbonne
Pour les articles homonymes, voir Ligne rouge.
La ligne rouge (en portugais : linha vermelha) ou ligne de l'Orient (linha do Oriente) est une des quatre lignes du métro de Lisbonne, au Portugal. Elle est longue d'environ 11 km et comprend douze stations, desservant le quadrant nord-est de Lisbonne.

## Histoire
La ligne est inaugurée en 1998 avec un tronçon de 5 041 m de longueur entre Alameda e Oriente, dans le but de desservir la zone de l'Expo '98. Elle est appelée linha do Oriente (ligne de l'Orient) et se voit donner comme logo une boussole pointant vers l'est, puisqu'elle dessert le nouveau quartier d'Oriente
En 2009, elle est prolongée de Alameda jusqu'à São Sebastião, en passant par Saldanha. Ce prolongement se fait en deux phases et prolonge la ligne d'une longueur de 1 910 m. Ces deux nouvelles stations permettent la correspondance avec le reste du réseau : les lignes jaune et bleue.
L'extension de cette ligne de la station Oriente à l'aéroport est inaugurée le 17 juillet 2012, lui rajoutant 3 326 m. Trois nouvelles stations sont desservies : Aeroporto, Moscavide et Encarnação.

## Tracé
|  |   |  | Station       | Coordonnées                 | Correspondances                  |
|  | - |  | ------------- | --------------------------- | -------------------------------- |
|  | ■ |  | Aeroporto     | 38° 46′ 07″ N, 9° 07′ 43″ O |                                  |
|  | • |  | Encarnação    | 38° 46′ 31″ N, 9° 06′ 58″ O |                                  |
|  | • |  | Moscavide     | 38° 46′ 30″ N, 9° 06′ 09″ O |                                  |
|  | • |  | Oriente       | 38° 46′ 04″ N, 9° 05′ 57″ O |                                  |
|  | • |  | Cabo Ruivo    | 38° 45′ 46″ N, 9° 06′ 14″ O |                                  |
|  | • |  | Olivais       | 38° 45′ 36″ N, 9° 06′ 45″ O |                                  |
|  | • |  | Chelas        | 38° 45′ 16″ N, 9° 06′ 50″ O |                                  |
|  | • |  | Bela Vista    | 38° 44′ 49″ N, 9° 07′ 01″ O |                                  |
|  | • |  | Olaias        | 38° 44′ 21″ N, 9° 07′ 27″ O |                                  |
|  | • |  | Alameda       | 38° 44′ 12″ N, 9° 08′ 02″ O | Ligne verte du métro de Lisbonne |
|  | • |  | Saldanha      | 38° 44′ 06″ N, 9° 08′ 43″ O | Ligne jaune du métro de Lisbonne |
|  | ■ |  | São Sebastião | 38° 44′ 05″ N, 9° 09′ 14″ O | Ligne bleue du métro de Lisbonne |

## Traduction
- (pt) Cet article est partiellement ou en totalité issu de l’article de Wikipédia en portugais intitulé « Linha Vermelha (Metropolitano de Lisboa) » (voir la liste des auteurs).